# Сирийское вмешательство в гражданскую войну в Ливане

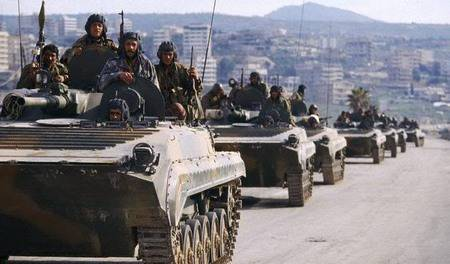
Колонна сирийских БМП-1 в Ливане

Сирийское вмешательство в гражданскую войну в Ливане — действия вооружённых сил Сирийской Арабской Республики во время гражданской войны в Ливане 1976—1990 годов.

## Начало сирийской интервенции
Президент Сирии Хафез Асад неоднократно публично утверждал, что «на протяжении всей истории Ливан и Сирия были одной страной и одним народом». 
Когда с весны 1975 года в Ливане начались вооружённые столкновения между палестинско-суннитскими и правохристианскими (маронитская община) силами, то 19 января 1976 года по инициативе ливанского мусульманского политика Рашида Караме состоялся круглый стол лидеров мусульманской общины Ливана, которые обратились к Асаду с просьбой о принятии сирийской стороной срочных мер для предотвращения наступления на Западный Бейрут правохристианских Ливанских сил. 
20 января 1976 года в Дамаске Асад встретился с друзским ливанским политиком Камалем Джумблатом, который возглавлял «Национально-патриотические силы Ливана» (НПС) — союз ряда левых ливанских партий и движений (Ливанская коммунистическая партия, «Движение арабских националистов (ДАН)», «Баас», ССНП, «Мурабитун», «Организация коммунистического действия» и другие). На этой встрече Джумблат попросил Асада о военной поддержке. Асад согласился оказать помощь, однако предупредил, что Сирия не допустит победы какой-либо стороны в гражданской войне в Ливане ни при каких обстоятельствах. 
1 июня 1976 года сирийская армия вторглась в Ливан. Вскоре в Ливане было уже 12 тыс. сирийских военнослужащих (несколько бригад из состава танковой и механизированной дивизий). Однако сирийские войска выступили не на стороне палестинцев и НПС, а против них. 6 июня 1976 года в западной части долины Бекаа произошли столкновения между сирийскими войсками и располагавшимися там отрядами палестинцев и НПС. В итоге сирийские войска захватили значительную часть долины Бекаа, окрестности портовых городов Триполи и Сайда, а также бейрутский международный аэропорт, а военно-морские силы Сирии блокировали с моря районы, подконтрольные ливанским левым силам.
В результате сирийской интервенции правохристианские ливанские силы получили передышку и возможность укрепить свои вооруженные формирования. Сирийскую интервенцию резко осудили власти баасисткого Ирака, к сирийской границе были стянуты иракские войска. Египет также осудил сирийскую интервенцию. Власти СССР тоже негативно отнеслись к сирийской интервенции, которая началась во время визита в Дамаск председателя Совета министров СССР А.Н. Косыгина (при этом сирийское руководство даже не сообщило о принятом решении об интервенции советской стороне). Газета «Правда» тогда писала: «Какими бы соображениями ни руководствовался Дамаск, вводя свои войска в Ливан, это его решение обернулось против палестинского движения, позволило первым нанести чувствительные удары по отрядам палестинцев и ливанским национально-патриотическим силам. Понятно, почему ливанские прогрессивные организации выдвигают требования о выводе из страны сирийских частей». СССР приостановил поставки вооружения Сирии.

## Дальнейшее участие Сирии в ливанской гражданской войне
В 1977 году сотрудничество Сирии с палестинцами и НПС было восстановлено (после того, как они признали сирийское главенство). Более того, сирийцы начали активно вооружать подконтрольные им отряды палестинцев и НПС и использовать их для нападения на Израиль с юга Ливана. Против неподконтрольных им вооруженных отрядов палестинцев и НПС сирийцы использовали шиитские организации «Амаль» и «Хезболлах», которые они привлекли на свою сторону.
К весне 1981 года в Ливане резко обострилось противостояние между сирийскими войсками и правохристианскими силами. Сирийские войска окружили занятый правохристианскими силами город Захла и подвергли его артиллерийскому обстрелу. После этого вмешался Израиль, который поддерживал правохристианские силы: израильская авиация вторглась в воздушное пространство Ливана. В ответ сирийцы установили в долине Бекаа зенитные ракеты и сбили три израильских самолета. 30 апреля 1981 года США предъявили Сирии ультимативное требование вывести зенитные ракеты из Ливана и прекратить военные действия против правохристианских формирований. Власти Сирии сначала отвергли эти требования, но затем приостановили военные действия против правохристианских сил.
В июне 1982 года началось широкомасштабное израильское вторжение в Ливан. К этому времени в Ливане было 22 тыс. сирийских военнослужащих (три танковые и механизированная бригада, два полка коммандос, артиллерийские части), 352 танка, свыше 300 артсистем, до 300 единиц легкой бронетехники. Основная часть этих войск располагалась в долине Бекаа, одна сирийская бригада располагалась в Западном Бейруте. На третий день после вторжения израильской армии произошло первое столкновение сирийской армии с израильтянами. Опираясь на поддержку израильтян, ливанский президент А. Жмайель начал настойчиво требовать вывода сирийских войск из Ливана. С 9 по 11 июня 1982 года израильские ВВС провели операцию по разгрому дислоцированной на территории Ливана группировки сил противовоздушной обороны Сирии.
В августе 1982 года в конфликт вмешались США и их союзники по НАТО. В сентябре 1982 года были развернуты Многонациональные силы в Ливане. После взрыва казарм миротворцев в Бейруте 23 октября 1983 года 13 ноября 1983 года самолеты ВМС США и Франции, ВВС Израиля и американская корабельная артиллерия обстреляли позиции сирийских войск и формирований НПС, которые вели бои с правохристианскими формированиями. В ответ сирийцы нанесли ракетные удары по кораблям НАТО в порту Джуния, вынудив корабли Великобритании и Италии покинуть этот порт. Сирийцы сбили зенитными ракетами над Ливаном 9 самолетов морской авиации США.
В 1985 года сирийские войска провели ряд операций по подавлению исламистских организаций в ливанском городе Триполи. К 1988 года под полным контролем сирийцев оказались почти все мусульманские военные группировки в Ливане, в том числе «Амаль» и «Хезболлах». К концу 1980-х годов сирийская армия контролировала до 60% территории Ливана.
30 января 1990 года премьер-министр Ливана М. Аун, который открыто выступал против Сирии и стремился к восстановлению сильной центральной власти в Ливане, отдал приказ верным ему частям атаковать позиции правохристианских формирований. В результате они оказались вынуждены пойти на сотрудничество с сирийцами. Между силами М. Ауна и правохристианскими формированиями, поддерживаемыми сирийскими войсками, начались бои. Используя авиацию, сирийцы в короткий срок подавили сопротивление сил Ауна. Его капитуляция в октябре 1990 года перед сирийскими войсками означала окончание многолетней гражданской войны в Ливане.